# NaPoM
NaPoMはアメリカ出身のヒューマンビートボクサー。完全に新しい音をつくるのではなく、元々ある音の音色を自分流に変化させて使うところから「音の改造マニア」と呼ばれている。本名はNeil Patrick Meadows。Beatbox House所属。

## 略歴
高校卒業からビートボックスを始める。インワードリップベースをはじめとする重低音が最大の武器である｡インワードリップベース自体難易度の高い技であるが、NaPoMは更にこれを低音のままコントロールすることができる｡

## 大会成績
- American Beatbox Championships 2014 優勝
- World Beatbox Championship 2015 準優勝
- Grand Beatbox Battle 2016 凖優勝
- Grand Beatbox Battle 2017 優勝
- Shootout Beatbox Battle 2017 優勝
- Grand Beatbox Battle 2023 準優勝